# Messier 9
M9 (ook Messier 9 en NGC 6333) is een bolvormige sterrenhoop in het sterrenbeeld Slangendrager. Het hemelobject werd ontdekt door Charles Messier in 1764 en in datzelfde jaar door hem opgenomen in zijn catalogus van komeetachtige objecten als nummer 9.
M9 ligt op 25.800 lichtjaar van de Aarde en is slechts 5500 lichtjaar verwijderd van het centrum van het Melkwegstelsel. Deze bolhoop heeft een lichtkracht die gelijk is aan 120 000 zonnen wat neerkomt op een absolute magnitude van -8,04. De helderste individuele sterren zijn van magnitude +13,5. M9 meet ongeveer 90 lichtjaar in diameter en is met een kleine telescoop al te vinden.
Dicht bij aan de hemel staan de twee zwakkere bolhopen NGC 6342 en NGC 6356.